# NFL Draft
Der NFL Draft ist eine Veranstaltung der National Football League, bei der die Teams der Liga Rechte an verfügbaren Amateur- und Jugendspielern erwerben, die zuvor in den Teams der Colleges und Universitäten gespielt haben. Er findet zumeist im April statt und ist neben der Free Agency und den Trades mit anderen Teams die einzige Möglichkeit, in der NFL ein Team zusammenzustellen. Der Draft dient dazu, ein Stärke- und Chancengleichgewicht zwischen den Franchises herzustellen, da das schlechteste Team der abgelaufenen Saison den ersten Spieler – und in der Regel auch besten Spieler – des Draftjahrganges auswählen darf.

## Geschichte
Der erste Draft fand am 8. Februar 1936 im Ritz-Carlton Hotel in Philadelphia statt. Dieser ging von Bert Bell aus, der das Überleben der Liga in Gefahr sah, da die Bears, die Packers, die Giants und die Redskins zu dieser Zeit eine dominierende Vormachtstellung hatten und schwächere Teams keine Chance hatten, große College-Talente zu verpflichten, da diese eher an erfolgreichen Teams interessiert waren. Als allererster Spieler wurde Jay Berwanger ausgewählt, der sich jedoch gegen eine Sportlerkarriere entschied und deshalb nie in der NFL aktiv war. 1965 fand das Event erstmals in New York statt und erfreute sich schon früh großer Beliebtheit. Nachdem die NFL sich 1966 auf eine Fusion mit der AFL für das Jahr 1970 einigte, fanden zwischen 1967 und 1969 gemeinsame Drafts statt, welche als Common Draft bezeichnet werden.
In den ersten 52 Jahren fand der Draft Dienstags und Mittwochs statt, bevor er 1988 auf Sonntag und Montag verschoben wurde. Nachdem 1995 der Draft im Madison Square Garden abgehalten wurde, wurde er auf Samstag und Sonntag verlegt. Von 2006 bis 2014 ist der Veranstaltungsort die Radio City Music Hall in New York City. 2010 verlegte man ihn auf Donnerstag bis Samstag. Der Eintritt ist frei, weshalb sich am Tag des Drafts oft lange Schlangen am Eingang bilden. Seit 1980 wird der Draft auch auf ESPN ausgestrahlt und jährlich von über 45 Millionen Zuschauern verfolgt. Nachdem der Draft seit 1965 an unterschiedlichen Orten in New York City stattfand, fand der Draft 2015 und 2016 im Auditorium Theatre in Chicago statt, seitdem wechseln die Orte. Während der mehrtägigen Veranstaltung kamen mehr als 200.000 Fans in die Stadt, um den Draft live mitzuerleben.

## Reglement
Um eine gewisse Balance zwischen den einzelnen Mannschaften zu gewährleisten, dürfen die Teams, die in der vorangegangenen Saison am schlechtesten abgeschnitten haben, zuerst wählen. Zur Bestimmung der Reihenfolge, in der die Teams Spieler auswählen können, werden grundsätzlich die Ergebnisse der Teams (Sieg-Niederlagen-Verhältnis, sogenannter Record) in der vergangenen Saison herangezogen. Außerdem gelten folgende Regeln:
- Teams, die neu in der NFL sind, dürfen als Erste wählen.
- Das Siegerteam des Super Bowl wird zuletzt gereiht, der Verlierer des Super Bowls als Vorletzter.
- Teams, welche die Play-offs erreichten, werden davor eingereiht, in der Reihenfolge ihres Ausscheidens.
- Bei den restlichen Teams richtet man sich nach dem Verhältnis von Siegen und Niederlagen.
- Für Teams mit demselben Saison-Ergebnis wird die sogenannte Strength Of Schedule herangezogen, also die Stärke der Gegner in der regulären Saison verglichen.

Daraus ergibt sich folgende Reihenfolge im Draft:
| Status                                   | Draft-Plätze |
| ---------------------------------------- | ------------ |
| Nicht-Playoff-Teams                      | 1–18         |
| In Wildcard-Runde ausgeschieden          | 19–24        |
| In Divisional-Runde ausgeschieden        | 25–28        |
| Im Conference-Championship ausgeschieden | 29–30        |
| Verlierer des Super Bowl                 | 31           |
| Gewinner des Super Bowl                  | 32           |

Diese Regeln gelten seit dem NFL Draft 2010. Zuvor wurden alle Teams, außer den Super-Bowl-Teilnehmern, nach ihrer Spielbilanz eingereiht und Play-off-Teilnahmen nur bei Gleichstand herangezogen. Die endgültige Reihenfolge kann variieren, da die Teams ihre Draftplätze auch tauschen oder handeln können. So tauschten die Tennessee Titans im Draft der Saison 2016 ihr Draftrecht für den ersten Spieler im Draft mit den Los Angeles Rams für diverse Erst-, Zweit- und Drittrundenpicks ein. Dass das Recht für den ersten Spieler getauscht wird, kam in der Geschichte des Drafts bis 2016 erst fünfmal vor. Üblicherweise werden spätere Draftpicks für Tauschgeschäfte zwischen den Teams gehandelt.

## Ablauf
Steht die Reihenfolge fest, beginnt die erste Draftrunde. In den darauffolgenden Runden wechseln Teams mit demselben Record die Reihenfolge.
Die NFL reduzierte im Laufe der Jahre die Anzahl der Runden im Draft. Gab es anfangs noch bis zu 30 Runden, wurden diese 1967 auf 17 und 1975 auf zwölf Runden reduziert. Seit 1994 besteht der Draft aus sieben Runden.
Bis zum Jahr 2010 dauerte der Draft zwei Tage, wobei die ersten beiden Runden am ersten Tag und die verbleibenden Runden am zweiten Tag stattfanden. Seit dem Jahr 2010 erstreckt sich der Draft über drei Tage. Er beginnt donnerstags zur Primetime um 20 Uhr (Eastern Standard Time) mit der ersten Runde. Freitags wird der Draft mit den Runden zwei und drei fortgesetzt. Am Samstag finden die verbleibenden Runden vier bis sieben statt. Während die Vertreter der jeweiligen Teams in der ersten Runde zehn Minuten Zeit haben, ihre Wahl zu treffen, sind es in der zweiten Runde sieben Minuten und in allen weiteren nur noch fünf. Brauchen die Teams länger als die erlaubte Zeit, erlischt ihr exklusives Zeitfenster und das nachfolgende Team kann sich den Wunschspieler selber sichern.
Der letzte Spieler, der im NFL Draft ausgewählt wird, wird Mr. Irrelevant genannt.

## Compensatory Picks
2016 hatte der Draft insgesamt 253 Picks, von denen 220 durch den Record der vergangenen Saison ermittelt wurden. Die restlichen Picks werden als Compensatory Picks bezeichnet und sollen für ein weiteres Gleichgewicht in der NFL sorgen. Mit diesen Picks werden die Teams entschädigt, die im Vorjahr mehr oder bessere Spieler in der Free Agency verloren, als sie dazu bekamen. Die genaue Formel, nach der die Anzahl und Position der Compensatory Picks berechnet werden, hält die NFL geheim. Sie basiert auf den Gehältern der Spieler, Einsatzzeiten und Ehrungen für deren Leistungen. Die Compensatory Picks erstrecken sich vom Ende der dritten bis zum Ende der siebten Runde, wobei die Nummer 33 (bei 32 regulären Picks) in der dritten Runde der höchstmögliche Compensatory Pick ist. Pro Jahr werden so viele Picks vergeben, wie Teams in der Liga sind, wobei ein Team höchstens vier Compensatory Picks erhält. Seit der Saison 2017 können auch die Compensatory Picks von den Teams getauscht werden.
Seit 2016 werden Spieler, die einen Transition Tag erhalten, nicht berücksichtigt. Aufgrund dieser Regelung wurde 2016 abweichend ein Extra-Compensatory-Pick, also insgesamt 33, für einen Spieler der 2015 trotz eines Transition Tags die Mannschaft wechselte, vergeben.

## Resolution JC-2A Picks
Seit dem Entwurf von 2021 belohnt die NFL gemäß der im November 2020 verabschiedeten Resolution JC-2A von 2020 Teams für die Entwicklung von Kandidaten aus unterrepräsentierten Gemeinden für Cheftrainer- und/oder Generalmanagerpositionen. Der Beschluss belohnt Teams, deren qualifizierte Kandidaten für eine dieser Positionen angeheuert werden, durch die Vergabe von Draft-Picks. Diese Draft-Picks stehen am Ende der dritten Runde, nach den Standard-Compensatory-Picks; Wenn sich mehrere Teams qualifizieren, werden sie in der ersten Runde per Draft Order vergeben. Diese Picks ergänzen die standardmäßigen 32 Kompensationspicks und haben keinen Einfluss auf diese.

## Supplemental Draft
Der Supplemental Draft (dt. Ergänzungsdraft) findet jährlich nach dem NFL Draft statt. In ihm werden Spieler ausgewählt, die nicht berechtigt waren, am NFL Draft teilzunehmen. Der Draft besteht aus sieben Runden mit je 32 Picks. Eine Auswahl kann stattfinden, muss jedoch nicht. Eine Auswahl führt zur Aufgabe des Draftrechts in der entsprechenden Runde des folgenden Drafts. Im Gegensatz zum regulären Draft gibt es auch eine Draftlotterie, die die Draftreihenfolge bestimmt. Dabei gibt es drei Gruppen: Teams mit weniger als sechs Siegen in der vorangegangenen Saison, Teams mit mehr als sechs Siegen, aber ohne Play-off-Teilnahme, und Teams mit Play-off-Teilnahme. Die Mannschaften haben dabei so viele Lose, wie der umgekehrte Platz in der Reihenfolge des regulären Drafts; die Mannschaft an erster Stelle hat 32 Lose, die zweitplatzierte 31 usw. Die Reihenfolge wird jedoch durch die Gruppierung eingegrenzt, sodass etwa die zwölf Play-off-Teams auch die letzten zwölf Picks haben. Da Teilnehmer am Supplemental Draft meist wegen Verfehlungen am College vom regulären Draft ausgeschlossen werden und dementsprechend als Risiko eingestuft werden, werden nur selten Spieler ausgewählt. Ein weiterer Unterschied ist, dass er nicht öffentlich und im Fernsehen übertragen wird, sondern via E-Mail erfolgt.
Eingeführt wurde der Supplemental Draft 1977. Als erster Spieler wurde der Runningback Al Hunter in der vierten Runde von den Seattle Seahawks ausgewählt. Ein besonderer Supplemental Draft fand 1984 statt, als Spieler gedraftet wurden, die bei Teams aus der Canadian Football League (CFL) und der United States Football League (USFL) unter Vertrag standen.
2023 gab es nach mehrjähriger Pause wieder ein Supplemental Draft. In den Jahren 2020 bis 2022 hatten keine Supplemental Drafts stattgefunden.